# Ильяси, Габдрахман Мухаметдинович
Габдрахман Мухаметдинович Ильяси (1856, Казань—1895, Казань) — татарский драматург, писатель, археограф. Действительный член Общества археологии, истории и этнографии при Казанском университете (1885).
Автор первой опубликованной татарской пьесы. Основоположник реалистической татарской драматургии.

## Биография
Сын торговца. Учился в разных медресе, затем преподавал.

## Творчество
В 1887 опубликовал первую татарскую драму «Несчастная девушка» («Бичара кыз»), в которой выступил против патриархального уклада семейной жизни, отстаивал права и свободу женщин. Эта драма положила начало реалистической татарской драматургии.
Его назидательно-публицистическая книга «Подарок девушкам и женщинам» (Казань, 1887) можно отнести к пособию по воспитанию детей в семье
Г. Ильяси — один из первых поднял вопрос о создании татарской периодической печати.
Будучи членом Общества истории, археологии и этнографии при Казанском университете, исследовал древние татарские рукописи, изучал татарскую историю рукописи.

## Избранные произведения
- «Бичара кыз» («Несчастная девушка», драма, Казань, 1887), произведение рассказывает о роли просвещения в жизни народа и защите прав женщины
- «Яшь кыз вә хатынларга нәдия» («Подарок девушкам и женщинам»), назидательно-публицистическая книга о воспитании детей в семье, Казань, 1887)